# Настасьино (Коломенский район)
Настасьино — деревня в Коломенском районе Московской области. Население — 50 чел. (2010). Расположена в северной части области в 10 км к северо-западу от Коломны, на правом берегу реки Северка. В 4,5 км к северо-западу от деревни платформа Непецино Большого кольца Московской железной дороги. Газифицирована. Автобусное сообщение с Коломной.

## Население
| 2002 | 2006 | 2010 |
| ---- | ---- | ---- |
| 47   | ↘35  | ↗50  |

## Предприятия
Торговый комплекс у автодороги М5 «Урал».

## Достопримечательности
- Селище «Настасьинское» на правом берегу реки Северки.

## Религия
До 1939 года в деревни была Сретенская церковь постройки начала XVIII века.